# Juan Becerra Acosta
Juan Alberto Becerra Acosta Aguilar de Quevedo (Ciudad de México, 20 de agosto de 1973), conocido como Juan Becerra Acosta, es un periodista mexicano. Es psicólogo egresado de la Universidad Latinoamericana (ULA).[cita requerida] Es hijo del periodista mexicano Manuel Becerra Acosta, fundador del diario unomásuno, el cual fue exiliado por Carlos Salinas de Gortari.
Es conductor del noticiero de las 18:00 horas de Radio Fórmula en las frecuencias 104.1 FM y 1500 AM. Conduce también en Radio y televisión el noticiario de fines de semana de las 7:00 horas de Radio Fórmula. El programa “Te tomamos la Palabra” del Canal del Congreso. Es columnista  del periódico La Jornada. Ha realizado trabajos periodísticos como director de Tiempo Libre, semanario cultural y de entretenimiento. Ha sido colaborador del Instituto Mexicano de la Radio con la investigación y locución de las series Y Dios creó a la mujer, Revelaciones dramáticas y La escena en su papel Los programas Tu ciudad es; #AsambleaConstituyente ConstituyenteCDMX, MiradasCDMX y S.O.S., Adolescente en casa.[cita requerida]
Fue moderador de los debates organizados por el Instituto Electoral de la Ciudad de México, para las elecciones de la Ciudad de México de 2018, entre los candidatos a las siguientes alcaldías:
- Álvaro Obregón[5]
- Azcapotzalco[6]
- Benito Juárez[7]
- Coyoacán[8]
- Cuajimalpa[9]
- Iztapalapa[10]
- Milpa Alta[11]
- Gustavo A. Madero[12]

También moderó los debates organizados por el Instituto Electoral de la Ciudad de México, para las elecciones de la Ciudad de México de 2018 entre los candidatos a diputados del primer Congreso de la Ciudad de México por los distritos: 1 Gustavo A. Madero, 8 Tláhuac, 11 Iztacalco/Venustiano Carranza, 14 Tlalpan, 15 Iztacalco, 18 Álvaro Obregón, 32 Coyoacán, 31 Iztapalapa, 30 Coyoacán, 29 Iztapalapa, 28 Iztapalapa, 27 Iztapalapa, 25 Xochimilco, 24 Iztapalapa, 22 Iztapalapa y 21 Iztapalapa.
Además, moderó el debate entre quienes tuvieron las candidaturas a diputaciones de representación proporcional para las elecciones de la Ciudad de México de 2018, en el Primer Congreso de la Ciudad de México.

## Premios
- Foto Periodismo en Teatro Casa de la Bola "52 Semanas de Teatro", en el Museo Casa de la Bola.[30]

- Reconocimiento artístico por Museos de la Ciudad de México[31]

- UNESCO Pilar del Teatro México, 2014.